# Lista torów motocyklowych mistrzostw świata

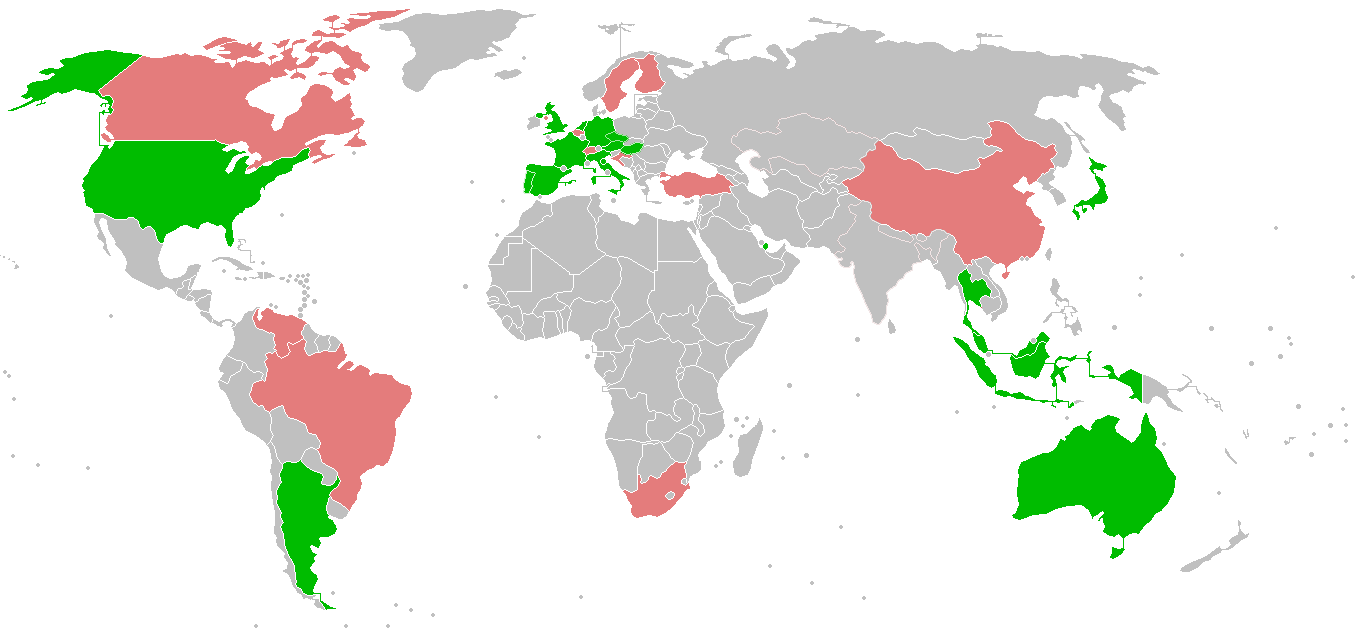
Państwa, w których były (kolor czerwony) lub są (kolor zielony) rozgrywane wyścigi MotoGP

Poniżej znajduje się lista torów, na których rozgrywane były wyścigi motocyklowych mistrzostw świata w latach 1949-2016. Do tej pory do organizacji wyścigów wykorzystano 71 torów.

## Lista torów[1]
|  | Tory na których zorganizowano wyścig w sezonie 2016 |

| Tor                                  | Miejscowość          | Dł.        | GP/TT                                                            | Sezony | Il. | Mapa                                 |
| ------------------------------------ | -------------------- | ---------- | ---------------------------------------------------------------- | --- | --- | ------------------------------------ |
| Red Bull Ring                        | Spielberg            | 4,326 km   | GP Austrii                                                       | 1996–1997, 2016                                                                                              | 3   | A1 Ring                              |
| Circuit d'Albi                       | Albi                 | 3,565 km   | GP Francji                                                       | 1951 | 1   | Albi                                 |
| TT Circuit Assen                     | Assen                | 4,545 km   | Holenderskie TT                                                  | 1949-2016 | 68  | Assen                                |
| Autódromo Oscar Alfredo Gálvez       | Buenos Aires         | 4,259 km   | GP Argentyny                                                     | 1961-1964, 1981–1982, 1987, 1994–1995, 1998–1999                                                             | 10  | Buenos Aires                         |
| Autódromo Termas de Río Hondo        | Santiago del Estero  | 4,805 km   | GP Argentyny                                                     | 2014-2016 | 3   | Termas de Río Hondo                  |
| Circuit Bremgarten                   | Berno                | 7,280 km   | GP Szwajcarii                                                    | 1949, 1951-1954                                                                                              | 5   | Bremgarten                           |
| Circuit de la Sarthe                 | Le Mans              | 4,180 km   | GP Francji, GP Vitesse du Mans (1991)                            | 1969–1970, 1976, 1979, 1983, 1985, 1987, 1989–1991, 1994–1995, 2000-2016                                     | 29  | Bugatti                              |
| Circuit de Barcelona-Catalunya       | Barcelona            | 4,655 km   | GP Katalonii, GP Europy (1991–1995)                              | 1992-2016 | 25  | Barcelona                            |
| Circuit Charade                      | Clermont-Ferrand     | 8,055 km   | GP Francji                                                       | 1959–1964, 1966–1967, 1972, 1974                                                                             | 10  | Charade                              |
| Circuit Paul Armagnac                | Nogaro               | 3,360 km   | GP Francji                                                       | 1978, 1982                                                                                                   | 2   | Nogaro                               |
| Circuit Paul Ricard                  | Le Castellet         | 5,809 km   | GP Francji                                                       | 1973, 1977, 1980–1981, 1984, 1986, 1988, 1991, 1996−1999                                                     | 13  | Paul Ricard                          |
| Circuit of the Americas              | Austin               | 5,513 km   | GP Ameryk                                                        | 2013–2016 | 4   | Austin                               |
| Clady Circuit                        | County Antrim        | 26,500 km  | GP Ulsteru                                                       | 1949-1952 | 4   | Clady Circuit                        |
| Daytona International Speedway       | Daytona Beach        | 5,730 km   | GP USA                                                           | 1964–1965 | 2   | Daytona                              |
| Donington Park                       | Leicestershire       | 4,020 km   | GP Wielkiej Brytanii                                             | 1987-2009 | 23  | Donington Park                       |
| Dundrod Circuit                      | Dundrod              | 11, 910 km | GP Ulsteru                                                       | 1953–1971 | 19  | Dundrod Circuit                      |
| Eastern Creek Raceway                | Sydney               | 4,500 km   | GP Australii                                                     | 1991−1996 | 6   | Eastern Creek                        |
| Estoril                              | Estoril              | 4,182 km   | GP Portugalii                                                    | 2000-2012 | 13  | Estoril                              |
| Fuji Speedway                        | Shizuoka             | 4,563 km   | GP Japonii                                                       | 1966-1967 | 2   | Fuji Speedway                        |
| Genewa                               | Genewa               | 6,325 km   | GP Szwajcarii                                                    | 1950 | 1   | Circuit des Nations                  |
| Autódromo Internacional Ayrton Senna | Goiânia              | 3,835 km   | GP Brazylii                                                      | 1987–1989 | 3   | Autódromo Internacional Ayrton Senna |
| Automotodrom Grobnik                 | Rijeka               | 4,168 km   | GP Jugosławii                                                    | 1978-1990 | 14  | Grobnik                              |
| Hedemora Circuit                     | Hedemora             | 7,240 km   | GP Szwecji                                                       | 1958 | 1   |                                      |
| Hockenheimring                       | Hockenheim           | 4,574 km   | GP Niemiec, GP Badenii-Wirtembergii (1986)                       | 1957, 1959, 1961, 1963, 1966–1967, 1969, 1971, 1973, 1975, 1977, 1979, 1981–1983, 1985–1987, 1989, 1991–1994 | 23  | Hockenheim                           |
| Hungaroring                          | Budapeszt            | 3,975 km   | GP Węgier                                                        | 1990, 1992                                                                                                   | 2   | Hungaroring                          |
| Imatra Circuit                       | Imatra               | 6,030 km   | GP Finlandii                                                     | 1964-1982 | 18  | Imatra                               |
| Imola                                | Imola                | 4,909 km   | GP Włoch, GP Miasta Imola (1996−1999), GP San Marino(1981, 1983) | 1972, 1974–1975, 1977, 1979, 1981, 1983, 1988, 1996−1999                                                     | 12  | Imola                                |
| Indianapolis Motor Speedway          | Indianapolis         | 4,192 km   | GP Indianapolis                                                  | 2008–2015 | 8   | Indianapolis Motor Speedway          |
| Interlagos                           | São Paulo            | 4,309 km   | GP Brazylii                                                      | 1992 | 1   | Interlagos                           |
| Istanbul Park                        | Stambuł              | 5,338 km   | GP Turcji                                                        | 2005–2007 | 3   | Istanbul Park                        |
| Jacarepaguá                          | Rio de Janeiro       | 5,031 km   | GP Brazylii                                                      | 1995-2004 | 9   | Jacarepaguá                          |
| Jarama                               | Jarama               | 3,404 km   | GP Madrytu (1998), GP Europy, FIM GP (1993)                      | 1969, 1971, 1973, 1975, 1977–1986, 1988, 1991, 1993, 1998                                                    | 17  | Jarama                               |
| Jerez                                | Jerez de la Frontera | 4,428 km   | GP Hiszpanii, GP Portugalii (1987), GP Expo 92 (1988)            | 1987-2016 | 30  | Jerez                                |
| Johor Circuit                        | Pasir Gudang         | 3,860 km   | GP Malezji                                                       | 1998 | 1   | Johor Circuit                        |
| Karlskoga Motorstadion               | Karlskoga            | 2,400 km   | GP Szwecji                                                       | 1978–1979 | 2   |                                      |
| Kristianstad                         | Kristianstad         | 6,537 km   | GP Szwecji                                                       | 1959, 1961                                                                                                   | 2   |                                      |
| Kyalami                              | Midrand              | 4,260 km   | GP RPA                                                           | 1983–1985, 1992                                                                                              | 4   | Kyalami                              |
| Laguna Seca                          | Monterey             | 3,602 km   | GP USA                                                           | 1988–1991, 1993−1994, 2005–2013                                                                              | 15  | Laguna Seca                          |
| Losail International Circuit         | Doha                 | 5,380 km   | GP Kataru                                                        | 2004-2016 | 13  | Losail                               |
| Magny-Cours Circuit                  | Nevers               | 4,412 km   | GP Francji                                                       | 1992 | 1   | Magny-Cours                          |
| Masaryk Circuit                      | Brno                 | 5,403 km   | GP Czech                                                         | 1965-1982, 1987–1991, 1993-2016                                                                              | 46  | Brno                                 |
| Misano World Circuit                 | Misano Adriatico     | 4,064 km   | GP San Marino (1985-1987, od 2007), GP Włoch                     | 1980, 1984, 1986–1987, 1989–1991, 1993, 2007-2015                                                            | 17  | Misano                               |
| Montjuïc circuit                     | Barcelona            | 3,790 km   | GP Hiszpanii                                                     | 1950–1955, 1961–1968, 1970, 1972, 1974, 1976                                                                 | 18  | Montjuïc                             |
| Monza                                | Monza                | 5,793 km   | GP Włoch                                                         | 1949-1971, 1973, 1981–1983, 1986–1987                                                                        | 29  | Monza                                |
| Mosport International Raceway        | Bowmanville          | 3,957 km   | GP Kanady                                                        | 1967 | 1   | Mosport                              |
| Motegi                               | Motegi               | 4,800 km   | GP Japonii, GP Pacyfiku (2000−2003)                              | 1999-2015 | 17  | Motegi                               |
| Motorland Aragón                     | Alcañiz              | 5,078 km   | GP Aragonii                                                      | 2010–2015 | 6   | Motorland ARagon                     |
| Mugello Circuit                      | Mugello              | 5,245 km   | GP Włoch, GP San Marino (1982, 1984, 1991, 1993)                 | 1976, 1978, 1982, 1984–1985, 1991-2016                                                                       | 31  | Mugello                              |
| Nürburgring                          | Nürburg              | 5,148 km   | GP Niemiec                                                       | 1955, 1958, 1965, 1968, 1970, 1972, 1974, 1976, 1978, 1980, 1984, 1986, 1988, 1990, 1995–1997                | 17  | Nürburgring                          |
| Opatija Circuit                      | Opatija              | 6,000 km   | GP Jugosławii                                                    | 1970, 1972-1977                                                                                              | 7   | Opatija                              |
| Phillip Island Grand Prix Circuit    | Phillip Island       | 4,445 km   | GP Australii                                                     | 1989–1990, 1997–2015                                                                                         | 20  | Phillip Island                       |
| Reims-Gueux                          | Reims                | 8,372 km   | GP Francji                                                       | 1954−1955 | 2   | Reims-Gueux                          |
| Rouen-Les-Essarts                    | Rouen                | 5,100 km   | GP Francji                                                       | 1953, 1965                                                                                                   | 2   | Rouen-Les-Essarts                    |
| Sachsenring                          | Hohenstein-Ernstthal | 3,700 km   | GP Niemiec, GP Niemiec Wschodnich                                | 1961-1972, 1998-2016                                                                                         | 31  | Sachsenring                          |
| Salzburgring                         | Salzburg             | 4,230 km   | GP Austrii                                                       | 1971-1991, 1993                                                                                              | 22  | Salzburging                          |
| San Carlos                           | San Carlos           | 4,135 km   | GP Wenezueli                                                     | 1977–1979 | 3   |                                      |
| Scandinavian Raceway                 | Anderstorp           | 4,025 km   | GP Szwecji                                                       | 1971-1977, 1981–1990                                                                                         | 17  | Anderstorp                           |
| Schottenring                         | Schotten             | b.d.       | GP Niemiec                                                       | 1953 | 1   |                                      |
| Sentul International Circuit         | Sentul               | 4,120 km   | GP Indonezji                                                     | 1996–1997 | 2   | Sentul                               |
| Sepang International Circuit         | Kuala Lumpur         | 5,543 km   | GP Malezji                                                       | 1999-2015 | 17  | Sepang                               |
| Shah Alam Circuit                    | Shah Alam            | 3,690 km   | GP Malezji                                                       | 1991–1997 | 7   | Shah Alam Circuit                    |
| Shanghai International Circuit       | Szanghaj             | 5,451 km   | GP Chin                                                          | 2005–2008 | 4   | Shanghai                             |
| Silverstone Circuit                  | Silverstone          | 5,891 km   | GP Wielkiej Brytanii                                             | 1977–1986, 2010−2016                                                                                         | 17  | Silverstone                          |
| Snaefell Mountain Course             | Wyspa Man            | 60,730 km  | TT Wyspy Man                                                     | 1949-1976 | 28  | Snaefell Mountain Course             |
| Solitudering                         | Stuttgart            | 11,400 km  | GP Niemiec                                                       | 1952, 1954, 1956, 1960, 1962, 1964                                                                           | 6   | Solitudering                         |
| Spa-Francorchamps                    | Spa                  | 7,004 km   | GP Belgii                                                        | 1949-1979, 1981–1990                                                                                         | 41  | Spa-Francorchamps                    |
| Suzuka International Racing Course   | Suzuka               | 5,807 km   | GP Japonii                                                       | 1963–1965, 1987–1998, 2000–2003                                                                              | 19  | Suzuka                               |
| Tampere Circuit                      | Tampere              | 3,608 km   | GP Finlandii                                                     | 1962–1963 | 2   |                                      |
| Valencia                             | Walencja             | 4,005 km   | GP Walencji                                                      | 1999-2015 | 17  | Valencia                             |
| Welkom                               | Welkom               | 4,240 km   | GP RPA                                                           | 1999–2004 | 6   | Welkom                               |
| Zolder                               | Heusden-Zolder       | 4,011 km   | GP Belgii                                                        | 1980 | 1   | Zolder                               |